# Naval Criminal Investigative Service
 "NCIS" omdirigeres hertil. For andre betydninger af NCIS, se NCIS (flertydig).
NCIS – Naval Criminal Investigation Service, er en føderal efterretningstjeneste i USA, som efterforsker sager som har til tilknytning til den amerikanske flåde eller det amerikanske marineinfanteri. Der er blevet lavet en tv-serie om NCIS, der startede i 2003, som et spin-off af tv-serien Interne Affærer.

## Naval Investigative Service
Forløberen for NCIS er Naval Investigative Service (NIS), der blev stiftet i 1882. I 1999 blev NIS og elementer af Criminal Investigation Division (CID) fra US Marine Corps samlet i det nuværende NCIS.